# Campeonato de Venezuela de Ciclismo en Ruta
El Campeonato de Venezuela de fondo en carretera es la carrera anual organizada para la otorgar el título de Campeón de Venezuela. El ganador tiene derecho a portar durante un año, el maillot con los colores de la bandera de Venezuela, en cualquier prueba en Ruta. 
Este campeonato se disputa desde 2000 ininterrumpidamente.

## Palmarés masculino
| Año  | Lugar                  | Ganador                | Segundo             | Tercero               |
| 1991 | -                      | Leonardo Sierra        | Richard Cley Parra  | Alexis Omar Méndez    |
| 1992 | -                      | Leonardo Sierra        | Luis Barroso Gómez  | Carlos Alberto Maya   |
| 1993 | -                      | Leonardo Sierra        | Carlos Alberto Maya | Alexis Omar Méndez    |
| 1999 | -                      | Manuel Enrique Guevara | Robinson Merchán    | Alexis Omar Méndez    |
| 2000 | -                      | Tommy Alcedo           | José Isidro Chacón  | Robinson Merchán      |
| 2001 | -                      | Néstor Chacón          | Hussein Monsalve    | Jonathan Mendoza      |
| 2002 | -                      | Tommy Alcedo           | Guillermo Barrios   | John Navas            |
| 2003 | -                      | Tonny Linarez          | John Navas          | Ángel López           |
| 2004 | -                      | José Isidro Chacón     | Aldrin Salamanca    | Tomás Martínez        |
| 2005 | -                      | Wilmer Vasquez         | Tommy Alcedo        | Franklin Raúl Chacón  |
| 2006 | San Carlos             | Manuel Medina          | Jonathan Hernández  | José Alirio Contreras |
| 2007 | -                      | Tomás Gil              | Anthony Brea        | Miguel Chacón         |
| 2008 | Santa Cruz de Mora     | Noel Vásquez           | Manuel Medina       | Jonathan Camargo      |
| 2009 | Barquisimeto           | Honorio Machado        | Jesús Pérez         | Arthur García         |
| 2010 | Trujillo               | José Alirio Contreras  | Carlos José Ochoa   | Daniel Abreu          |
| 2011 | Barcelona              | Miguel Ubeto           | Richard Ochoa       | Jesús Pérez           |
| 2012 | Falcón                 | Xavier Quevedo         | Miguel Ubeto        | Frederick Segura      |
| 2013 | Santa Cruz de Mora     | Edwin Becerra          | Juan Murillo        | Jonathan Salinas      |
| 2014 | -                      | Xavier Quevedo         | Gil Cordovés        | Luis Díaz             |
| 2015 | -                      | Juan Murillo           | Miguel Ubeto        | Luis Díaz             |
| 2016 | Cumaná                 | Gusneiver Gil          | Carlos Torres       | Roniel Campos         |
| 2017 | -                      | Miguel Ubeto           | Rafael Medina       | Anderson Paredes      |
| 2018 | Barquisimeto           | Ralph Monsalve         | Arthur García       | Clever Martínez       |
| 2019 | -                      | Jesús Villegas         | Orluis Aular        | Pedro Sequera         |
| 2020 | -                      | Robert Sierra          | Xavier Neves        | Orluis Aular          |
| 2021 | -                      | Luis Gómez             | Ángel Pulgar        | Robert Sierra         |
| 2022 | -                      | Orluis Aular           | Xavier Quevedo      | Yurgen Ramírez        |
| 2023 | San Juan de los Morros | Orluis Aular           | Luis Gómez          | Enrique Díaz          |
| 2024 | San Carlos de Cojedes  | Anderson Paredes       | Jhonny Araujo       | Gregory Guevara       |
| 2025 |                        | Orluis Aular           | Luis Pinto          | Enmanuel Viloria      |

## Palmarés femenino
| Año  | Vencedora              | Segunda                 | Tercera                  |
| 1999 | Anrosi Dayana Paruta   | Yusbelli Carrasquero    | Daniela Larreal          |
| 2001 | Dayana Chirinos        | Jennifer Alzate         | Daniela Larreal          |
| 2002 | Anrosi Dayana Paruta   | Daniela Larreal         | Ismary Orellana          |
| 2003 | Angie Sabrina González | Melissa Olivares        | Jennifer Guerrero        |
| 2005 | Blendys Isabel Rojas   | Angie Sabrina González  | Karelia Machado          |
| 2006 | María Elena Briceño    | Diana Judith Díaz       | Karelia Machado          |
| 2007 | Danielys García        | Francimar Pinto         | María Elena Briceño      |
| 2008 | Danielys García        | María Elena Briceño     | Angie Sabrina González   |
| 2009 | María Elena Briceño    | Francimar Pinto         | Angie Sabrina González   |
| 2010 | Danielys García        | Fanny Alvarez           | Liliana Carolina Berrios |
| 2011 | Angie Sabrina González | Fanny Alvarez           | María Elena Briceño      |
| 2012 | Angie Sabrina González | Danielys García         | María Elena Briceño      |
| 2013 | Danielys García        | Keyni Yecaterina Urbina | Zaily Alejandra Salazar  |
| 2014 | Danielys García        | Keyni Yecaterina Urbina | María Elena Briceño      |
| 2015 | Jennifer Cesar         | Wilmarys Moreno         | Gleydimar Tapia          |
| 2016 | Zuralmy Rivas          | Lilibeth Chacón         | Jennifer Cesar           |
| 2017 | Jennifer Cesar         | Angie Sabrina González  | Lilibeth Chacón          |
| 2018 | Ingrid Porras          | Wilmarys Moreno         | María Elena Briceño      |
| 2019 | Wilmarys Moreno        | Lilibeth Chacón         | Zuralmy Rivas            |
| 2020 | Ingrid Porras          | María Rueda             | Karina Clemant           |
| 2021 | Wilmarys Moreno        | Karina Clemant          | María Elena Briceño      |
| 2022 | Andisabel Luque        | Lilibeth Chacón         | Wilmarys Moreno          |
| 2023 | Lilibeth Chacón        | Andisabel Luque         | Wilmarys Moreno          |
| 2024 | María Daza             | Andrea Contreras        | Marliany González        |